# Mortes em setembro de 2013
Mortes em 2013: ← Janeiro – Fevereiro – Março – Abril – Maio – Junho – Julho – Agosto – Setembro – Outubro – Novembro – Dezembro →
Esta é uma relação de pessoas notáveis que morreram durante o mês de setembro de 2013, listando nome, nacionalidade, ocupação e ano de nascimento.

Louise Currie, atriz estadunidense.

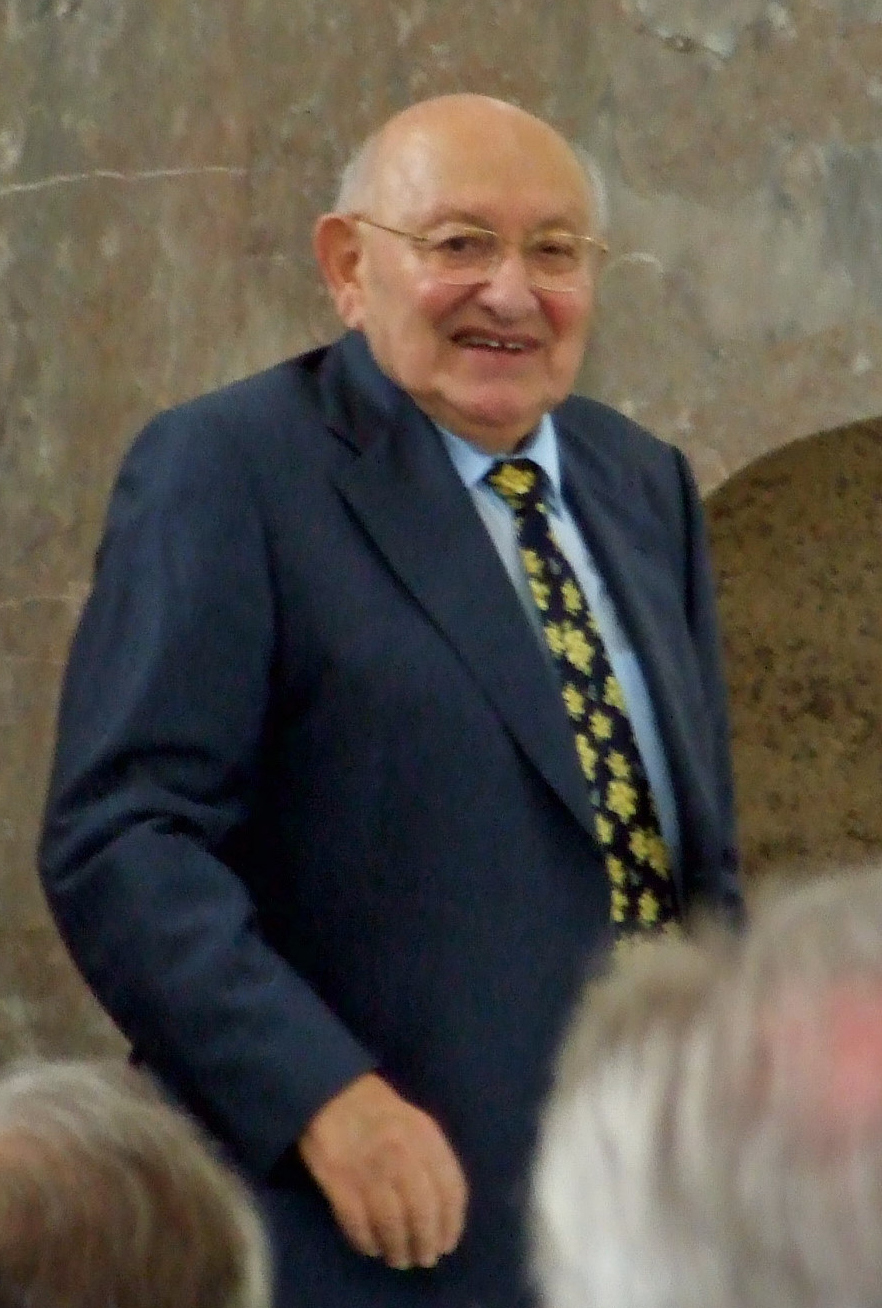
Marcel Reich-Ranicki, crítico literário alemão.

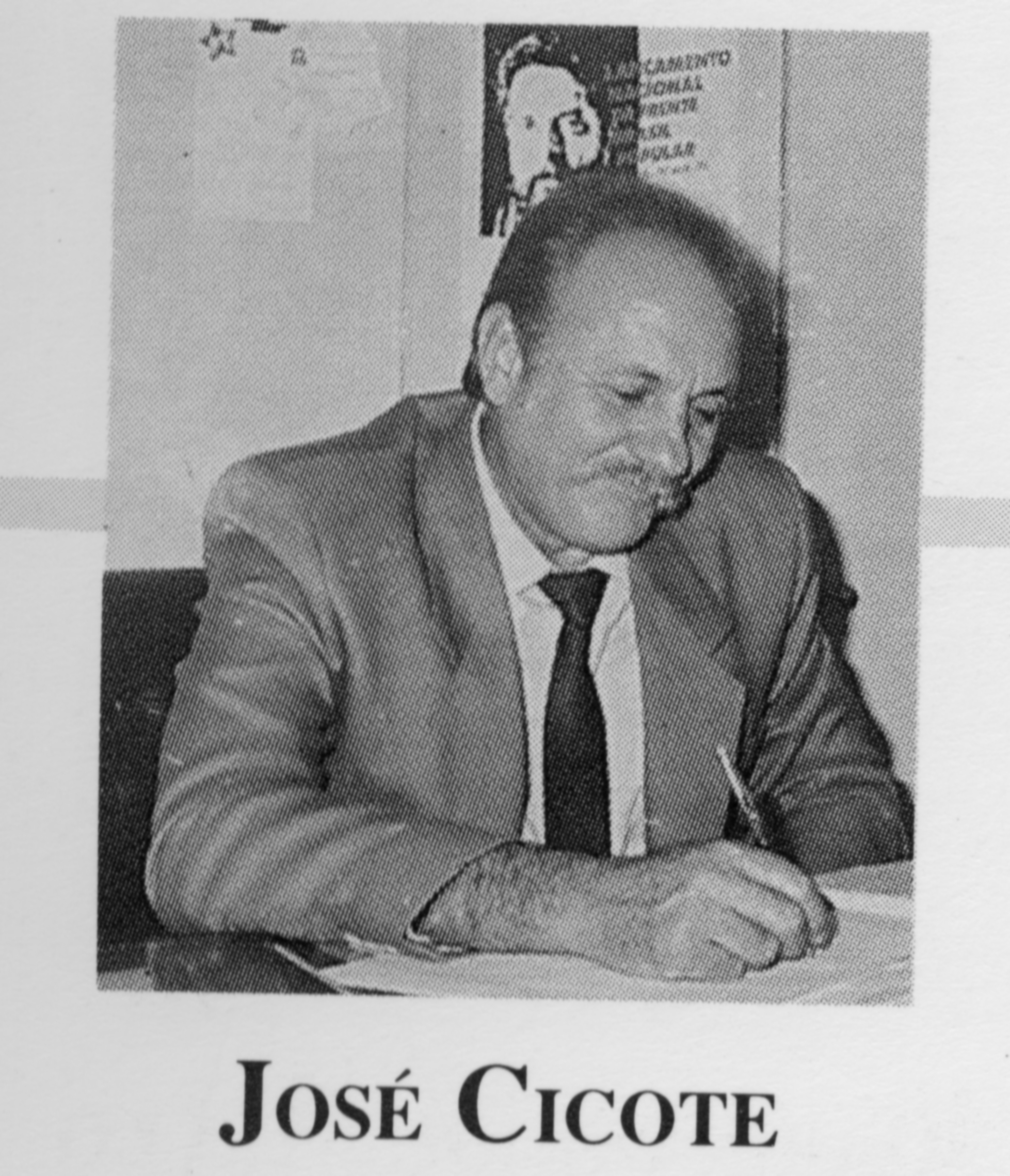
José Cicote, político e sindicalista brasileiro.

| Dia | Nome                       | Profissão ou motivo de reconhecimento | País de nascimento | Ano de nasc. | Ref    |
| --- | -------------------------- | ------------------------------------- | ------------------ | ------------ | ------ |
| 1   | Ignacio Eizaguirre         | Futebolista e treinador               | Espanha            | 1920         | [ 1 ]  |
| 1   | Joaquim Justino Carreira   | Religioso                             | Portugal/ Brasil   | 1950         | [ 2 ]  |
| 1   | Pál Csernai                | Futebolista e treinador               | Hungria            | 1932         | [ 3 ]  |
| 1   | Tommy Morrison             | Pugilista                             | Estados Unidos     | 1969         | [ 4 ]  |
| 1   | Florencia Fabris           | Soprano                               | Argentina          | 1975         | [ 5 ]  |
| 2   | Ronald Coase               | Economista                            | Reino Unido        | 1910         | [ 6 ]  |
| 2   | Frederik Pohl              | Escritor                              | Estados Unidos     | 1919         | [ 7 ]  |
| 3   | Ariel Castro               | Criminoso                             | Estados Unidos     | 1960         | [ 8 ]  |
| 5   | Rochus Misch               | Militar                               | Alemanha           | 1917         | [ 9 ]  |
| 7   | Marek Špilár               | Futebolista                           | Eslováquia         | 1975         | [ 10 ] |
| 8   | Louise Currie              | Atriz                                 | Estados Unidos     | 1913         | [ 11 ] |
| 9   | Alberto Bevilacqua         | Diretor de cinema                     | Itália             | 1934         | [ 12 ] |
| 9   | Champignon                 | Músico                                | Brasil             | 1978         | [ 13 ] |
| 9   | Aroldo Fedatto             | Futebolista                           | Brasil             | 1924         | [ 14 ] |
| 11  | Jimmy Fontana              | Cantor, compositor e ator             | Itália             | 1934         | [ 15 ] |
| 11  | Marshall Berman            | Filósofo                              | Estados Unidos     | 1940         | [ 16 ] |
| 11  | Albert Jacquard            | Cientista                             | França             | 1925         | [ 17 ] |
| 12  | Otto Sander                | Ator                                  | Alemanha           | 1941         | [ 18 ] |
| 12  | Ray Dolby                  | Engenheiro                            | Estados Unidos     | 1933         | [ 19 ] |
| 13  | Luiz Gushiken              | Político                              | Brasil             | 1950         | [ 20 ] |
| 16  | Eduardo García de Enterría | Jurista                               | Espanha            | 1923         | [ 21 ] |
| 17  | Otélio Renato Baroni       | Advogado e político                   | Brasil             | 1941         | [ 22 ] |
| 18  | Richard C. Sarafian        | Cineasta                              | Estados Unidos     | 1930         | [ 23 ] |
| 18  | Ken Norton                 | Pugilista                             | Estados Unidos     | 1943         | [ 24 ] |
| 18  | Marcel Reich-Ranicki       | Crítico literário                     | Alemanha           | 1920         | [ 25 ] |
| 18  | Carlos Alberto Raffo       | Futebolista                           | Argentina/ Equador | 1926         | [ 26 ] |
| 18  | Dani Voguel                | Cantora                               | Brasil             | 1976         | [ 27 ] |
| 18  | Dominique Loiseau          | Relojoeiro                            | França             | 1949         | [ 28 ] |
| 18  | Gerrie Mühren              | Futebolista                           | Países Baixos      | 1946         | [ 29 ] |
| 19  | Hiroshi Yamauchi           | Empresário                            | Japão              | 1927         | [ 30 ] |
| 19  | Saye Zerbo                 | Militar e político                    | Burquina Fasso     | 1932         | [ 31 ] |
| 21  | Michel Brault              | Cineasta                              | Canadá             | 1928         | [ 32 ] |
| 21  | José Cicote                | Político e sindicalista               | Brasil             | 1937         | [ 33 ] |
| 22  | Álvaro Mutis               | Poeta                                 | Colômbia           | 1923         | [ 34 ] |
| 23  | Vlatko Marković            | Futebolista e dirigente               | Croácia            | 1937         | [ 35 ] |
| 23  | António Ramos Rosa         | Poeta                                 | Portugal           | 1924         | [ 36 ] |
| 27  | Oscar Castro-Neves         | Músico                                | Brasil             | 1940         | [ 37 ] |
| 29  | Fernando Pamplona          | Carnavalesco                          | Brasil             | 1926         | [ 38 ] |
| 29  | Cláudio Cavalcanti         | Ator                                  | Brasil             | 1940         | [ 39 ] |
| 29  | L. C. Greenwood            | Jogador de futebol americano          | Estados Unidos     | 1946         | [ 40 ] |
| 29  | Reinaldo Galvão Modesto    | Ex-senador                            | Brasil             | 1942         | [ 41 ] |
| 30  | Bob Kurland                | Basquetebolista                       | Estados Unidos     | 1924         | [ 42 ] |